# 氷橋
氷橋（すがばし）とは凍結した川に丸太や枝などの木材をかけて骨組みを作り、その上を雪や氷で覆って凍らせ、固めて完成させた橋の事である。
主に北海道開拓の初期から第二次世界大戦後にかけて作られ、大きな橋の場合その上を馬ゾリなどが通る事がある。
また、俳句などの季語としても使われる
(季語として扱う場合「すがばし」ではなく「こおりばし」として読む事もある)
。